# 佩尔·弗吕克曼
佩尔·弗吕克曼（瑞典語：Per Frykman，1964年—），瑞典男子马术运动员。他曾代表瑞典参加1984年夏季残疾人奥林匹克运动会马术比赛，获得一枚金牌和一枚铜牌。